# Film (Film)
Film ist ein US-amerikanischer Kurzfilm aus dem Jahr 1965 nach einem Drehbuch des irischen Dramatikers Samuel Beckett. Es ist ein Schwarzweißfilm ohne Dialoge und Begleitmusik. Seine einfache Handlung basiert darauf, dass die Kamera als beobachtender Akteur mit in den Film einbezogen ist. Den Protagonisten, gespielt vom gealterten Stummfilmstar Buster Keaton, bezeichnet Beckett mit O für object, die den Protagonisten verfolgende Kamera bezeichnet er mit E für eye. Der Film spielt mit den beiden Perspektiven und handelt letzten Endes von der Unausweichlichkeit der Selbstwahrnehmung und davon, dass man dem eigenen Dasein nicht entfliehen kann.

## Handlung
Die erste Einstellung zeigt das Auge eines älteren Menschen, das sich soeben öffnet, in einer Nahaufnahme. Ein älterer Mann, der als O bezeichnet wird, hastet von der Kamera, die von Beckett als E bezeichnet wird, weg durch eine unwirtliche städtische Gegend. Er läuft an einer großen Mauer entlang im prallen Sonnenschein über unebenen, mit Steinen übersäten Boden. O versucht sich der Beobachtung durch die Kamera und dem Kontakt zu zwei anderen Passanten, deren Weg er kreuzt, zu entziehen. Als die Passanten nach Os Entschwinden in die Kamera, E, schauen, reagieren sie empört und entsetzt, der Mann setzt zum Reden an, die Frau lässt ihn mit einem 'schhhh!' verstummen.
In seinem Mietshaus angekommen, versteckt sich O zunächst vor einer alten Frau, die ihm im Eingangsbereich entgegenkommt. Als die Frau aufblickt und E anschaut, also in die Kamera blickt, wandelt sich ihr Gesichtsausdruck von mild zu entsetzt und sie kollabiert. O schleicht sich an ihr vorbei die Treppe hinauf.
In seiner kargen, heruntergekommenen Wohnung macht sich O daran, alles zu zerstören, zu verdecken oder zu entfernen, was ihn beobachten oder eine Beobachtung von ihm, auch durch sich selbst, ermöglichen könnte: das Fenster, ein Bild von einer Figur an der Wand, ein Wandspiegel. Auch um diverse Haustiere, die O in seiner Wohnung hält, muss er sich kümmern: Katze und Hund trägt er nacheinander aus der Wohnung. Papageienkäfig und Fischglas werden mit Stoff abgedeckt. Selbst Objekte, die nur entfernt eine Ähnlichkeit mit Augen haben, erregen Os Aufmerksamkeit, zum Beispiel die Schnitzerei an einem Schaukelstuhl.
Nachdem O eine Weile im Zimmer umhergewandert ist und nach dem Eliminieren aller möglichen Blicke auf ihn zur Ruhe kommt, setzt er sich in den Schaukelstuhl und betrachtet nacheinander einige Fotos aus verschiedenen Phasen seines Lebens. Dann zerreißt er sie in umgekehrter Reihenfolge und lässt sie zu Boden fallen. Als er danach im Schaukelstuhl einschläft, bewegt sich E langsam um ihn herum, und ergattert endlich einen Blick in Os Gesicht: Über einem Auge trägt der alte Mann eine Augenklappe. O erwacht. Im Gegenschuss erkennt der Betrachter, was O erblickt: Er sieht sich selbst an der Wand gegenüber stehen, sich betrachtend. O ist somit identisch mit E. Entsetzt bedeckt er sein Gesicht mit den Händen. Die letzte Einstellung ist mit der ersten identisch: ein menschliches Auge, das sich öffnet.

## Produktion

### Idee und Vorproduktion
Der Grundstein des Projekts war eine Idee des Produzenten von Film, Barney Rosset. Er verlegte seit 1951 Theaterstücke in seinem Verlag Grove Press. Zusammen mit zwei Mitarbeitern von Grove Press, Richard Seaver und Fred Jordan, sowie dem Theaterregisseur Alan Schneider gründete er um 1962 die Filmproduktionsfirma Evergreen Theatre. Ihr Ziel war die Verfilmung von spezifisch für das Kino geschriebenen Filmdrehbüchern bekannter Dramatiker. Ihre Anfragen an verschiedene Autoren wurden aber zum Teil abgelehnt, so z. B. von Jean Genet, andere Dramatiker schrieben Drehbücher für Spielfilme, darunter auch Marguerite Duras und Alain Robbe-Grillet. Letzten Endes entschied sich Evergreen Theatre, kürzere Filmscripts von Samuel Beckett, Eugène Ionesco und Harold Pinter als je eine Episode eines abendfüllenden Spielfilms zu realisieren. Becketts Film war aber die einzige dieser drei Arbeiten, die tatsächlich verfilmt wurde. Ionescos Script konnte wegen zu hoher Anforderungen an die Spezialeffekte damals nicht umgesetzt werden, Pinters Script wurde, so Rosset, erst später von der BBC verfilmt.
Der damals 58-jährige Samuel Beckett trat für das Projekt eine lang erwartete Reise in die USA an, um die Produktion des Films zu begleiten. Sein einmonatiger Aufenthalt dort war sein einziger Besuch in den USA. Beckett hatte zwar bereits früher Interesse am Kino gezeigt und in einer Zeit der Beschäftigungssuche sogar einen Brief an Sergei Eisenstein geschrieben, doch das Drehbuch zu Film und seine Mitarbeit an der Produktion blieben Becketts einzige Arbeit im Kinofilmbereich. Im Anschluss arbeitete er allerdings noch einige Male für das Fernsehen, außerdem wurden Becketts Theaterstücke mehrfach verfilmt.

### Besetzung und Stab

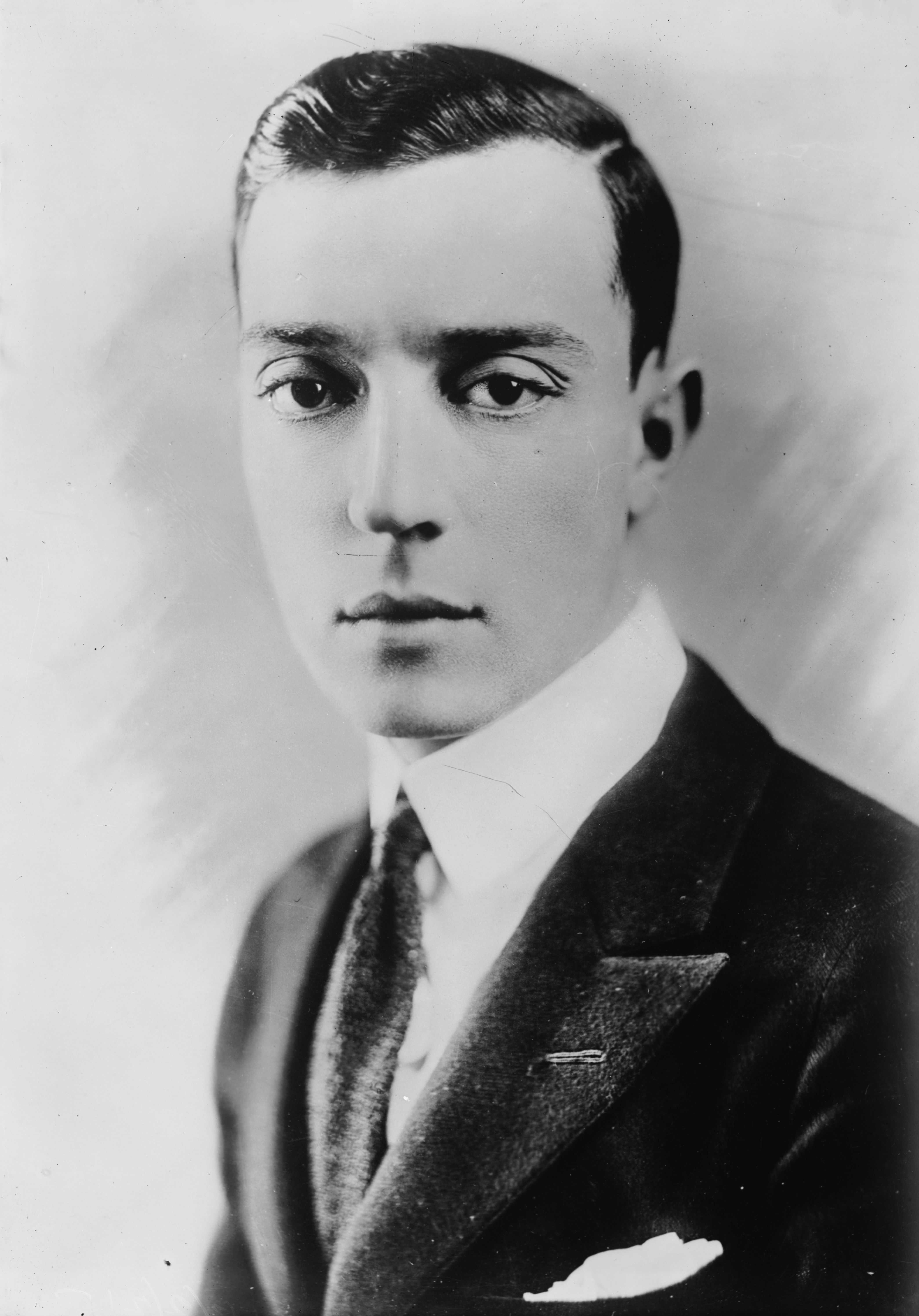
Hauptdarsteller Buster Keaton

Als Regisseur von Film wurde der bei Evergreen Theatre involvierte Theaterregisseur Alan Schneider gewählt, der unter anderem einige Theaterstücke Becketts in den USA inszeniert hatte und erfolgreich am Broadway in New York arbeitete. Film war Schneiders erste und einzige Filmregie.
Als Kameramann wurde Boris Kaufman ausgewählt. Rosset mochte seine Arbeit unter Jean Vigo an L’Atalante und Betragen ungenügend. Kaufman hatte, kurze Zeit nach dem Tod seines Bruders Dsiga Wertow, für seine Kameraarbeit an Die Faust im Nacken 1955 einen Oscar und einen Golden Globe erhalten.
Für die Hauptrolle des O wurde der frühere Stummfilmstar Buster Keaton engagiert. Er war nicht die erste Wahl für die Hauptrolle; zuvor war der Part Charlie Chaplin, Zero Mostel und Jack MacGowran angeboten worden, die aber nicht verfügbar waren. Jahre zuvor hatte Keaton das Angebot ausgeschlagen, die Rolle des Lucky in einer Produktion von Warten auf Godot zu spielen. Zum Zeitpunkt der Produktion von Film erlebte er eine Neuentdeckung seiner Stummfilme und kam zu späten Ehren durch Kritiker und Publikum.
Es gibt verschiedene Versionen davon, wie Keaton zur Rolle kam. Der Theater- und Filmschauspieler James Karen, der im Film einen Passanten spielt, kannte sowohl Schneider von einer Theaterproduktion als auch Keaton von einer gemeinsamen Tour mit dem Stück Merton of the Movies in den 1950er-Jahren. Da Karen gegenüber Schneider „unablässig von Keaton redete“, vermutete er, Keaton sei auch deshalb ins Gespräch für die Rolle des O gekommen. Becketts Biograf Knowlson hingegen berichtet, Keaton sei auf Vorschlag Becketts zu dem Projekt gestoßen, nachdem der von Beckett bevorzugte MacGowran ein anderes Filmengagement angenommen hatte. Mit MacGowran konnte Beckett kurze Zeit später das Fernsehspiel He Joe realisieren.

### Dreharbeiten und Umsetzung
Die Dreharbeiten fanden im Sommer 1964 in New York statt. Viele Reporter und Schaulustige begleiteten den Außendreh der Eingangsszenen an einer Wand in der Nähe der Brooklyn Bridge, unter ihnen Allen Ginsberg, Alain Resnais und Delphine Seyrig. Insbesondere diese Außenaufnahmen stellten eine große Herausforderung für die Filmneulinge Beckett und Schneider dar. Es herrschte große Sommerhitze, und die Unerfahrenheit des Teams, besonders des Regisseurs Schneider, hatte zur Folge, dass die Außenaufnahmen der ersten Drehtage nicht wie erwartet ausfielen. Eine Wiederholung ließ das Budget nicht zu. Beckett begnügte sich mit den gelungenen Teilen, zumal die Innenaufnahmen im Anschluss besser liefen.
Von dem präzisen Drehbuch, das Aktionen der Personen und insbesondere die Ausstattung von Os Wohnung genau beschrieb, wollten Schneider und Beckett kaum abweichen. Dies ließ Keaton wenig Raum zur Improvisation, die seinem Stil, Filme zu drehen, nähergekommen wäre.
Das Drehbuch erforderte es zudem, dass der Hauptdarsteller des O fast ausschließlich von hinten zu sehen ist. Keaton steht immer mit dem Rücken zur Kamera und wendet sich beständig ab, wenn die Kamera versucht, um ihn herum zu schauen. Keatons Gesicht ist daher bis kurz vor Ende des Films nicht zu sehen. Beckett ließ ihn aber seine eigenen mitgebrachten Hüte, pork pie hats, tragen. Dieses Markenzeichen macht die Identität von Os Darsteller von Anfang an kenntlich.

### Zusammenarbeit von Beckett, Keaton und Schneider
Zwar war Schneider nominell der Regisseur, Beckett spielte aber eine mindestens ebenso große Rolle bei der Produktion des Films. Er hatte, so Schneider später, genaue Vorstellungen im Kopf und bemühte sich, diese umzusetzen.
Die Zusammenarbeit zwischen Beckett und Schneider einerseits und Keaton andererseits gestaltete sich als schwierig. Zum einen lag dies daran, dass sowohl Beckett als auch Schneider zwar Koryphäen auf ihrem jeweiligen Gebiet, aber Neulinge beim Film waren. Der nahezu siebzigjährige Keaton hingegen hatte schon Jahrzehnte zuvor Filme gedreht, die heute zu den besten ihrer Zeit gezählt werden. In den Worten einer Mitarbeiterin von Film: „Der Film wurde geschrieben von einem großartigen Dichter, der nichts über Film wusste, Regie führte ein Mann des Theaters, der nichts über Film wusste, Star des Films war ein Mann, der alles über Film wusste.“ Samuel Beckett war klar, dass Keaton ihm hier etwas voraus hatte. Keaton wurde von Beckett aber auch als zurückgezogen und in der Vergangenheit verhaftet wahrgenommen, die Konversation zwischen ihnen bezeichnete er als einsilbig. Trotzdem lobte und bewunderte Beckett die Professionalität Keatons, der die Regieanweisungen auch in größter Sommerhitze klaglos ausführte.

## Filmanalyse

### Becketts Idee
Becketts Film basiert auf der Anschauung des irischen Philosophen George Berkeley, dass das Wahrgenommenwerden das Sein des Menschen konstituiert: Esse est percipi (dt.: Sein ist wahrgenommen werden). Selbst wenn andere einen nicht mehr wahrnehmen, nimmt man sich doch selbst noch wahr. Eine vollkommene Negation des eigenen Seins müsste daher einschließen, dass man aufhört, sich selbst wahrzunehmen oder von göttlichen, allwissenden Beobachtern wahrgenommen zu werden. Wenn O am Ende des Films sich selbst gegenübersteht, erkennt er demnach, dass er sich vor sich selbst letzten Endes nicht verbergen kann. Zwar hatte Schneider anfangs den Eindruck, Buster Keaton könne nicht viel mit dem Konzept anfangen, Keaton fasste die Essenz der Idee allerdings treffend so zusammen: „A man may keep away from everybody, but he can’t get away from himself.“ (dt.: „Ein Mensch kann sich von allen anderen fernhalten, sich selber kann er nicht entkommen.“)
O als Name der ansonsten namenlosen Hauptfigur steht für object (Objekt), die Kamera, wenn sie als beobachtende Kameraeinstellung Os Wege verfolgt, bezeichnete Beckett als E für eye (Auge). The Eye sollte auch ursprünglich der Titel des Films sein. Für O und E konzipierte Beckett zwei verschiedene filmische Darstellungsweisen. Die Optik des Bildes wechselt zwischen einer Beobachterperspektive und einer subjektiven Kamera, die Os Sicht repräsentiert und leicht verschwommen wirkt, so als sei O fehlsichtig.
Der Film erschließt sich nicht allein vom Sehen. Ruth Perlmutter weist in einem Aufsatz über Film darauf hin, dass einige technische und textuelle Aspekte sich erst offenbaren, wenn man das Filmscript parallel zum Film liest. So vermerkte Beckett dort, dass es sich bei dem Bild an der Wand, das O zerstört, um ein Bildnis Gottes handelt. Außerdem schloss Beckett explizit die Möglichkeit ein, O befinde sich im Raum seiner Mutter, was weitergehende ödipale Deutungen zulässt. Beckett wird ein angespanntes, ambivalentes Verhältnis zu seiner Mutter nachgesagt.
Ernst Wendt weist in einer Filmkritik darauf hin, dass der Schaukelstuhl, „Becketts geliebtes Requisit“, auch in anderen Werken vorkommt und als eine Art „Todesschaukel“ betrachtet werden kann. So setzt sich in Becketts erstem Roman Murphy von 1938 der Titelheld auf einen Schaukelstuhl, bindet sich daran fest und steckt sich in Brand. Weitere Verweise auf das Werk Becketts lassen sich finden: Das Tuch, das O am Anfang vor seinem Gesicht trägt, kann als Parallele zu jenem blutbefleckten Tuch gesehen werden, das Hamm am Anfang von Becketts Theaterstück Endspiel von 1957 trägt. Und auch die Bilder, die O zerstört, finden eine Parallele in Becketts Œuvre, in dem 1959 veröffentlichten Theaterstück Das letzte Band (Krapp's Last Tape), als Form der Betrachtung von Erinnerungen an sich selbst. Sie stellen die „erfüllten Augenblicke seines Lebens, zur optischen Pose erstarrt“, dar. Aber anders als Krapp sei O nicht imstande, diese Erinnerungen zu ertragen.

### Keatons Beitrag
Buster Keaton versuchte in seine Interpretation des O Gags einzubringen. Zum größten Teil wurde dies von Beckett nicht angenommen. Die einzige Sequenz, die von Keaton sichtlich beeinflusst ist, ist jene, in der O die Haustiere aus der Wohnung schafft: O trägt zunächst die Katze hinaus, dann den Hund, nur um festzustellen, dass die Katze wieder in der Wohnung ist. Als er sie erneut hinausbringt, schleicht sich der Hund wieder hinein. So geht es, zur Verzweiflung Os, einige Male hin und her. Beckett fand, die Sequenz sei letzten Endes zu lang geraten. Robert Knopf konstatiert, nicht die Szene sei zu lang, sondern der Schnitt sei dem Ganzen nicht gerecht geworden – er koste den komischen Moment nicht aus, sondern breche in mehreren Einstellungen zu früh ab, was den Rhythmus der Komik störe. Beckett sagte, die Szene war seiner Meinung nach die einzige, die Keaton beim Drehen genossen habe.

## Veröffentlichung und Rezeption

### Veröffentlichung
Die Premiere des Films fand erst ein Jahr nach Abschluss der Dreharbeiten beim Filmfestival in Venedig am 4. September 1965 statt. Der Filmsammler Raymond Rohauer, der für die Rettung vieler Stummfilme Keatons vor dem Verfall und dem Vergessen verantwortlich zeichnet, hatte sich beim Festivaldirektor für die Aufführung von Film eingesetzt. Die Stummfilmlegende Keaton wurde in Venedig minutenlang mit stehenden Ovationen gefeiert. Nur wenige Monate später, am 1. Februar 1966, starb Keaton an Lungenkrebs.
Die Produzenten hatten zuvor massive Schwierigkeiten gehabt, den fertiggestellten Kurzfilm in den USA zur Aufführung zu bringen. Erst eine Zusage von Amos Vogel, dem damaligen Direktor des New York Film Festival, den Film im Herbst 1965 auf dem Festival im Rahmen einer kleinen Buster-Keaton-Retrospektive zu zeigen, änderte dies.
In den regulären Filmverleih kam der Kurzfilm allerdings nicht. Lediglich vereinzelte Aufführungen z. B. an Universitäten oder in Kurzfilmprogrammen fanden in der Folge statt, aus Beckett- und Keaton-Fans rekrutierte sich Ende der 1960er-Jahre eine Art Underground-Publikum. Film war dementsprechend kein kommerzieller Erfolg. Der Produzent Rosset konstatiert, man habe erstens vielleicht zu viel Geld für den Film ausgegeben, zweitens so gut wie keine Einnahmen gehabt durch die (spärliche) Kinoauswertung.

### Filmkritik zum Erscheinen des Films
Zu seinen europäischen und US-amerikanischen Premieren gab es einige Veröffentlichungen von Filmkritikern in europäischen und US-amerikanischen Zeitungen und Filmzeitschriften.
Seine Premiere am 4. September 1965 auf dem Filmfestival von Venedig wurde von Karl Kern in der FAZ vom 6. September 1965 mit einer sehr positiven Kritik bedacht. Auch Ernst Wendt äußerte sich in der Zeitschrift Film positiv. Er bezeichnete den Film als eine Art „stummes Endspiel“ und schrieb, die „hellsichtige Verzweiflung Becketts“ teile sich in ihm mit. Wendt lobte die „optische Askese“ der Kamera, die er gegen „modische Attitüden einer über-emanzipierten Kamera“ abgrenzte.
Die Filmkritikerin Frieda Grafe hingegen konnte Film in ihrer Kritik für die Zeitschrift Filmkritik nicht viel abgewinnen. Grafe, die Keatons früheren Arbeiten gegenüber positiv eingestellt war, bemängelt vor allem, dass ausgerechnet Keaton für den Film ausgewählt worden war. Sie schreibt: „Vor allem aber scheint man seine Vergangenheit übersehen zu haben, eine außerordentlich lebendige Vergangenheit. Sie passt nicht in Becketts Konzept, sie hebt es auf.“ Die Figur Buster Keatons wirke wie „ein Magnet, der allein bestimmend das Feld von Metallspänen ausrichtet“. Sie vermisst Becketts Stärke, seine Sprache und erlebt Film als Abfilmung eines leeren Raumes.
Bei der Erstaufführung in den USA auf dem New Yorker Film Festival am 14. September 1965 traf der Film ebenfalls auf Ablehnung. Film war in einem Vorabendkinoprogramm zu Ehren des abwesenden Buster Keaton aufgenommen worden und wurde zwischen The Railrodder und Sieben Chancen gezeigt. Nach eigenen Angaben sah der Regisseur des Films, Alan Schneider, voraus, dass es keine gute Idee sei, Film zusammen mit anderen Buster-Keaton-Filmen aufzuführen: Die Leute erwarteten Slapstick, den Film nicht bieten könne. Tatsächlich war die am folgenden Tag erscheinende Kritik in der New York Times alles andere als positiv. The Railrodder, ein Kurzfilm mit Keaton als einzigem Darsteller von 1965, in dem er mit einem kleinen Schienengefährt Kanada durchquert, wurde gut vom Publikum aufgenommen. Film als zweiter Teil des Programms enttäuschte die Kinogänger. Keaton wurde schließlich nur von hinten gezeigt und die Geschichte des Films war eher spärlich, der typische Humor Keatons war nur in wenigen Szenen vorhanden. Der das Programm abschließende Langfilm war von Keaton 1925 auf dem Höhepunkt seiner Karriere beim Film gedreht worden, als er unter Joseph Schenck sein eigenes Studio hatte. Seven Chances stand zu Film in starkem Kontrast und wurde vom Publikum genossen. Schneider, der der Aufführung beiwohnte, bestätigt die Reaktionen des Publikums auf Film als sehr negativ.

### Rezeption in den 1990ern
Der Autor Jim Kline schrieb 1993, er sehe in Keaton die perfekte Besetzung für die Rolle, da er zwar die trostlose Sicht Becketts umsetze, aber dabei seine Eigenständigkeit als Figur behalte. Kline sieht in dem Film eine „perfekte Verbindung zweier unterschiedlicher Stile, die sich komplementär ergänzen“. Hätten sich die beiden Künstler aber um eine engere Zusammenarbeit bemüht, so wäre das Ende wohl anders ausgefallen. Das „Schreckgespenst“, dem sich O am Ende gegenübersieht, hätte vielleicht eine Sahnetorte abbekommen, oder O und E hätten sich zu einem gemeinsamen Tanz hinreißen lassen, wie Keaton es mit anderen Doppelgängern von sich in seinem Kurzfilm The Playhouse tat.
Robert Knopf schrieb 1999 über den Film, Keaton und Beckett hätten nur wenige Berührungspunkte gehabt, ihre gemeinsame Arbeit aber sei seltsam kraftvoll geraten. Letzten Endes werde der Film eher als ein Buster-Keaton-Film wahrgenommen als ein Werk Samuel Becketts, insbesondere da die Figur Keatons von Anfang an kenntlich sei.

### Auszeichnungen
Film erhielt 1965 eine Auszeichnung auf dem Festival in Venedig, außerdem Auszeichnungen der Festivals in London 1965, Oberhausen 1966 und Tours 1966.